# Кузьменко Віктор Якович
Кузьменко Віктор Якович (нар. 5 листопада 1919, Кропивницький — 31 грудня 1996, Херсон) — український письменник, поет і журналіст. Член спілки письменників України з 1958 року.

## Ранні роки
Народився 5 листопада 1919 року в місті Кропивницький у сім'ї робітника.

## Освіта
Після закінчення середньої школи і вступив на філологічний факультет Київського державного університету (відділення української мови і літератури). Три курси якого закінчив в 1941 році. З часу навчання дружив зі своїм однокурсником Арсеном Каспруком.
Студентські роки Віктора Кузьменка припали на Другу світову війну. Разом зі студентами будував оборонні споруди на підступах до Києва.

## Участь у Другій світовій війні
Згодом його було призвано до армії. Воював мінометником у складі 98-й Особливій стрілецькій бригаді 5-гвардійської механізованої бригади 2-го корпусу.
У січні 1943 року потрапив в полон. Після втечі з табору на початку 1945 року командував відділенням в радянсько-чеському партизанському загоні (північно-східна Чехія). Брав участь у звільненні міста Готіце під час Празького повстання в травні 1945 року. Був нагороджений бойовими медалями. Враження війни назавжди залишили свій слід в душі поета.

## Творча діяльність
Після війни Віктор Кузьменко вчителював у школах Високопілля на Херсонщині. У літературу Віктор Кузьменко прийшов у п'ятдесяті роки і заявив про себе як проникливий лірик, майстер поетичного слова. Першу збірку, яка мала назву «Степові самоцвіти» (1958), поет присвятив своїм краянам хліборобам.
Віктору Яковичу довелося бути і вчителем, і журналістом, і партійним працівником, але завжди він залишався поетом, чию душу бентежили чарівна краса степового краю, спогади про дні воєнного лихоліття, враження від подорожей по рідній країні: Рідні далі, туманні світанки, Тихий сум ваш, непишну красу
Я у серці своїм до останку, До кінця своїх днів донесу.
Один з авторів тому «Херсонська область» («Історія міст і сіл УРСР»).

## Спогад про Віктора Кузьменка
Серед степу, де вітрам привілля, Де під небом жайворон кує, Міражем встає Високопілля — Робітниче селище моє…
Ці рядки із вірша поетичної збірки «Іду землею» Віктора Кузьменка пам'ятають високопільці і понині. Йому 5 листопада виповнилося б 90 літ від дня народження. А пішов наш земляк у небуття наприкінці 1996-го, на 78 році після тяжкої тривалої хвороби.
Віктор Якович прожив нелегке, але цікаве і насичене життя. Народився у далекому 1919 році в місті Кропивницький. Він пізнав голодомори 1922 й 33 років, фашистський полон під час Великої Вітчизняної війни, брав участь у партизанській боротьбі на території Чехословаччини.
Про радянських воїнів він пише так: «Там, де йшов солдат, Там, де впав солдат, — Там цвіте в маю Яблуневий сад».
Або: «Вічним вогнем палає Безстрашне серце бійця — Те, що за волю краю Билося до кінця…»
Після війни В.Кузьменко вчителював у нашому районі. Він навчав дітей в селах Архангельське, Орлове, Високопілля. Довелося попрацювати й інспектором районного відділу освіти.
Але з-поміж усього він особливо захоплювався поезією. Перша ластівка— книга лірики «Степові самоцвіти» — з'явилася у видавництві «Радянський письменник» в 1958 році. По тому одна за одною виходять його поетичні збірки «Земля», «Журавлині ключі», «Серцем з тобою», «Вахта» та ін.
Особливо пам'ятною для нас є п'ята збірка «Іду землею», яка вийшла в 1974 році у видавництві «Таврія». Уній з особливою любов'ю пише він про чарівну красу степового краю, його людей, згадує і воєнне лихоліття. До сліз пробирає його інтимна лірика.
Іду землею. Іду.
Під ноги топчу біду, І лихом об землю б'ю, Бо рідну її — люблю!
Тут, у збірці, читаємо вірші «Високопілля», «Сійтеся, зерна!», «Перше кохання», «Там, де йшов солдат…», «Вічний вогонь», «Вдовине село», «Березень. Душу радує…», «Гублять листя тонкі акації», «В рідний край повернулись шпаки гомінкі…» — усього понад 100 віршів.
Незважаючи на хвороби, що обсіли поета, мов бджоли квітку, він пише й пише. І в останній рік його життя у видавництві «Просвіта» (Херсон, 1996 рік) виходить збірка В. Кузьменка під назвою «Затужив я за тобою» (лірики). Вона складається із двох розділів «У розмові з собою» та «Що на серце лягло».
Затужив я за тобою, затужив я
В ці духмяні теплі ночі переджнив'я, Затужив я за тобою, запечалив — Самотою в дальнє плавання відчалив…
А нам, журналістам, особливо мені, Віктор Якович є взірцем у житті. Він дав мені путівку в журналістику. Завдячуючи йому, я вступив до Київського державного університету ім. Т. Г. Шевченка і успішно закінчив факультет журналістики.
Не всі знають. Я хочу ще раз нагадати читачам «Високого поля», що В. Я. Кузьменко був редактором нашої газети, котра виходила на початку 60-х років під назвою «Ленінський шлях».
Наш земляк своє життя прожив недаремно. Свій талант, знання і вміння віддав сповна. Він став відомим поетом, був членом Спілки письменників України, журналістом, учителем і доброю людиною.
Пам'ять про В. Я. Кузьменка— вічна. Хай над його могилою грає яскравим промінням ласкаве сонце, співає птаство.
І насамкінець хочеться свою розповідь завершити рядками вірша «Іду землею».
Щоб мислі й діда- в одно, Бо вічність мені дано, Бо я землею іду
І тільки мертвий впаду…
Володимир КУЛИК, колишній редактор районної газети «Жовтневі зорі», член Національної спілки журналістів

## Твори
- Степові самоцвіти: поезії. — К. : Рад. письменник, 1958.76с. : ілюстр.
- Земля обітована"(1960),
- Вічний вогонь: поезії. Сімф. : Таврія, 1964. — 60 с. : ілюстр.
- «Журавлині ключі»(1969),
- «Іду землею»(1974",
- Серцем з тобою: вибр. поезії. — Сімф. : Таврія, 1979. — 160 с.
- Вахта: вірші / худож. Ю. Діденко. — Сімф. : Таврія, 1985. — 63 с.: ілюстр.
- Затужив я за тобою: лірика. — Херсон: Просвіта, 1996. 38 с.: ілюстр.
- [Вірші] // Вежі та вітрила / ред.: В. Г. Піддубняк [та ін.]; упоряд. Т. М. Щерба. Херсон: Наддніпряночка, 2007. С.